# Борис Костянтинович Городецький
Борис Костянтинович (рос. Андрей Константинович; д/н —1394) — 3-й великий князь Нижньогородсько-Суздальський у 1365 і 1383—1387 і 1389—1393 роках, князь городецький у 1355—1393 роках.

## Життєпис
Син Костянтина Васильовича, великого князя Нижньогородсько-Суздальського. 1355 року за заповітом останнього отримав Городецьке князівство. З 1363 року фактично отримав управління великим князівством Нижньогородським за хворого брата Андрія. У 1365 році після смерті Андрія захопив владу в Нижньому новгороді, не допустив туди небожів Василя і Семена, що від імені їх батька Дмитра вимагали це велике князівство. Отримав ярлик на нього від Пулад-Ходжи.
Дмитро відмовився від ярлика на велике князівство Володимирське на користь московського князя Дмитра Івановича. Натомість останній відправив спочатку митрополита Олексія, а потім Сергія Радонезького умовити Бориса поступитися Дмитру, проте марно. Тоді Сергій за наказом митрополита і великого князя зачинив усі церкви в Нижньому Новгороді, але і цей захід не допоміг. За цим московське військо рушило проти Бориса Костянтиновича. Той не наважився на битву й здався.
У 1367 році разом братом виступив проти Булат-Теміра, що вдерся до Нижньогородського великого князівства. У 1370 році на вимогу брата виступив проти Асана, вождя волзький болгар. 1375 року брав участь у кампанії Дмитра Московського проти великого князя Михайла Олександровича Тверського, зокрема в облозі Твері. У 1377 і 1378 роках здобув перемоги над мордвою, що сплюндрувала околиці Нижнього Новгорода. Не брав участі в Куликовській битві 1380 року.
У 1383 році на момент смерті брата Дмитра Борис Сарай-Берке. Тут в хана Тохтамиша зміг отримати ярлик на велике князівство Нижньогородське. Синам Дмитра — Семену і Василю — було надано Суздальське князівство.
1387 року небіж Василь, що звільнився з Орди, за допомогою московських військ вигнав Бориса з Нижнього Новгорода захопивши тут владу. Борису було залишено Городець. 1389 року Борис по смерті Дмитра Московського рушив до Сарай-Бату з наміром отримати ярлик на велике князівство Нижньогородське. Але в цей час Тохтамиш вів війну з чагатайським аміром Тимуром. Тому відповідний ярлик вдалося отримати лише 1390 року. За цим він вигнав небожа Василя.
Втім у 1393 році Василь I Дмитрович, великий князь володимирський і московський купив у хана Тохтамиша ярлик на велике князівство Нижньогородське. Власні бояри зрадили Борису, якого було схоплено й в кайданах відправлено до Суздаля. Тут він й помер 1394 року.

## Родина
Дружина — Марія-Агрипінна, донька Ольгерда, великого князя Литовського
Діти:
- Данило (до 1370— після 1418), великий князь Нижньогородський
- Іван (бл. 1370—1418)